# Maślak wejmutkowy

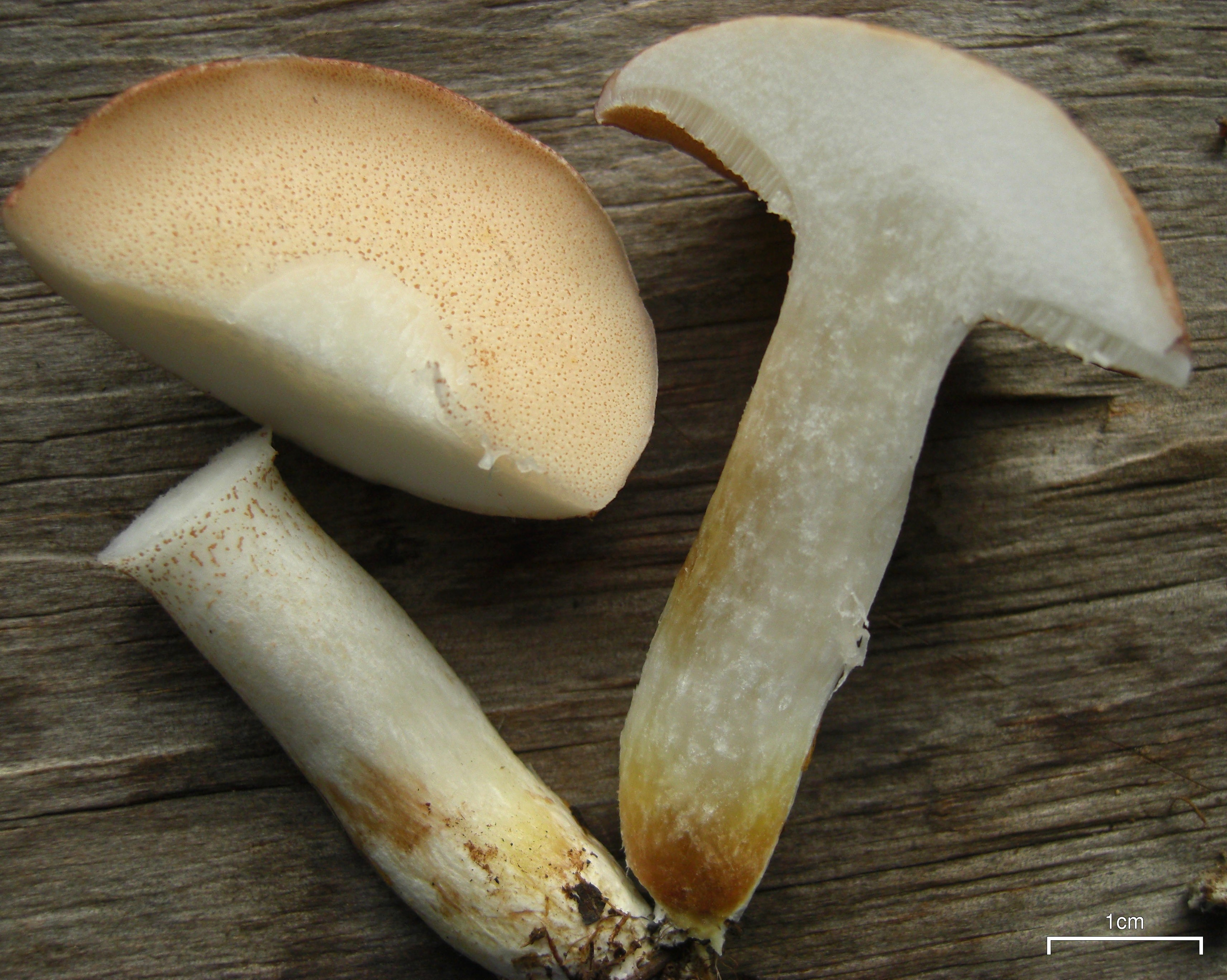

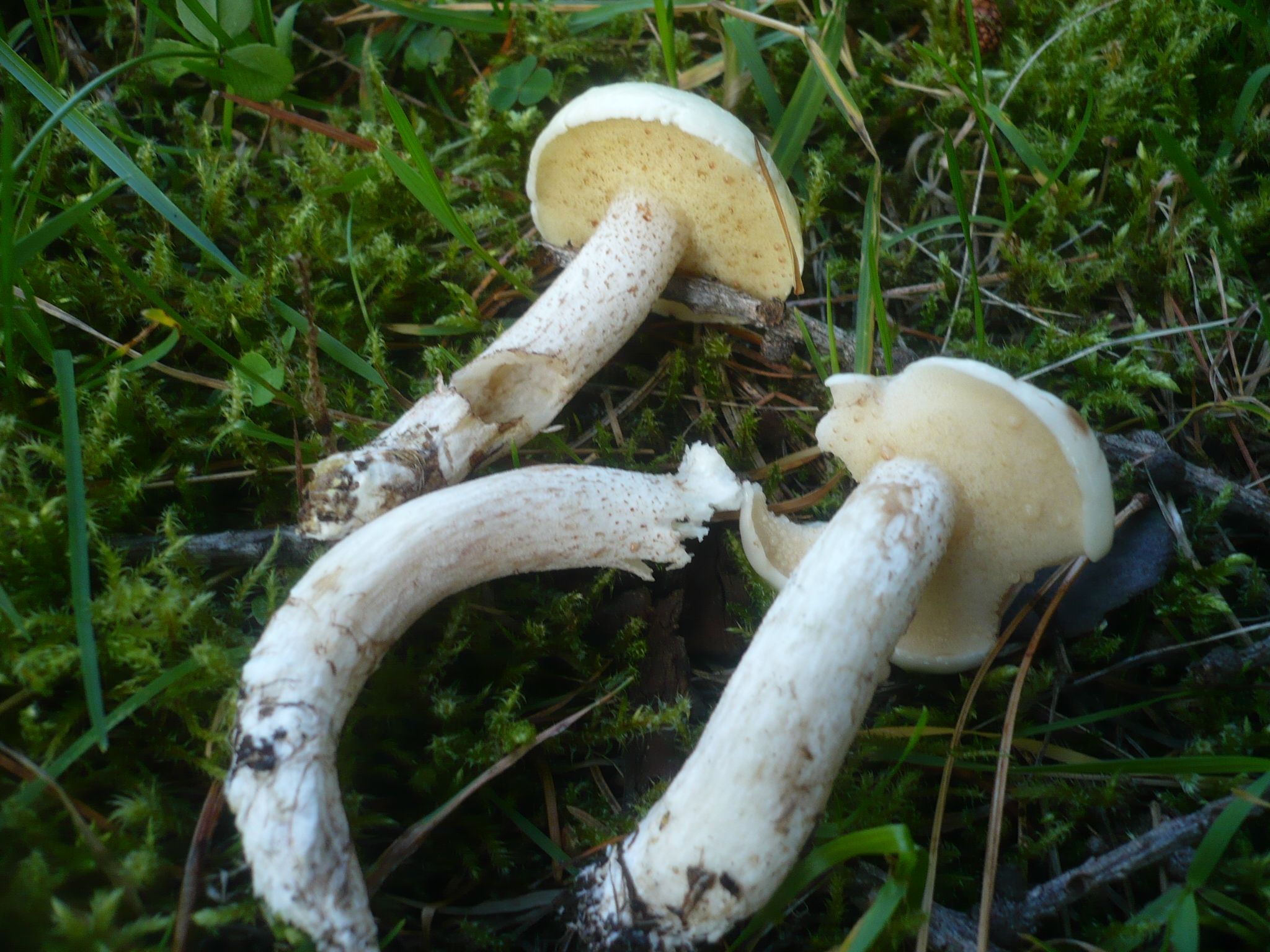

Maślak wejmutkowy (Suillus placidus) (Bonord.) Singer – gatunek grzybów z rodziny maślakowatych (Suillaceae).

## Systematyka i nazewnictwo
Pozycja w klasyfikacji według Index Fungorum: Suillus, Suillaceae, Boletales, Agaricomycetidae, Agaricomycetes, Agaricomycotina, Basidiomycota, Fungi.
Po raz pierwszy takson ten zdiagnozował w 1861 r. Hermann Friedrich Bonorden nadając mu nazwę Boletus placidus. Obecną, uznaną przez Index Fungorum nazwę nadał mu w 1945 r. Rolf Singer, przenosząc go do rodzaju Suillus.
Synonimy:

- Boletus placidus Bonord. 1861
- Gyrodon placidus (Bonord.) Fr.
- Ixocomus placidus (Bonord.) E.-J. Gilbert 1931
- Suillus plorans subsp. placidus (Bonord.) Pilát 1961
- Suillus plorans subsp. placidus (Bonord.) Pilát 1959
- Viscipellis fusipes (Heufl.) Quél. 1886

Nazwę polską zaproponował Władysław Wojewoda w 1999 r, przez Alinę Skirgiełło gatunek ten opisywany był pod nazwą maślak łagodny.

## Morfologia
Kapelusz
Średnica od 3–13 cm, zazwyczaj mniejsza od długości trzonu. Kształt początkowo półkulisty, potem poduchowaty, w końcu spłaszczony. Powierzchnia gładka, śluzowata i lepka o barwie początkowo kości słoniowej, białożółtawej lub kremowej, potem żółtobrązowej, szarobrązowej, czasami z fioletowawym odcieniem. Po uciśnięciu zmienia barwę na fioletowawą. Skórka łatwo oddziela się od miąższu.
Trzon
Wysokość 3–8 cm, grubość 0,7–2 cm, kształt cylindryczny, czasami wrzecionowaty. Jest pełny, barwy białawej lub żółtawej. Pierścienia brak. Na powierzchni zaschnięte granulki soku mlecznego. Początkowo są białawe, ale stopniowo ciemnieją i w końcu stają się fioletowo-czerwono-brązowe.
Hymenofor
Rurkowaty. Rurki o długości 5–11 mm, nieco zbiegające na trzon lub przyrośnięte. Początkowo są białawe, potem żółtawe, cytrynowożółte, oliwkowożółte, w końcu żółtobrązowe. Pory drobne, zaokrąglone. Wydzielają zasychające kropelki soku mlecznego.
Miąższ
Miękki soczysty, dość gruby, nietrwały w przechowywaniu. Jest biały lub żółtawy, pod skórka kapelusza bywa purpurowy, nad rurkami trzonu cytrynowożółty, a w trzonach starszych okazów jasnopłowy. Ma słaby, grzybowy zapach i smak.
Wysyp zarodników
Żółtopłowy. Zarodniki elipsoidalne, o rozmiarach 7–11 × 3–4 µm.

## Występowanie i siedlisko
Występuje w Europie, Ameryce Północnej i Japonii. W Polsce jest rzadki. Znajduje się na Czerwonej liście roślin i grzybów Polski. Ma status R – potencjalnie zagrożony z powodu ograniczonego zasięgu geograficznego i małych obszarów siedliskowych. Znajduje się na czerwonych listach gatunków zagrożonych także w Niemczech, Danii, Holandii, Litwie.
Rośnie na ziemi, przeważnie pod sosną wejmutką, rzadziej pod sosną limbą i innymi sosnami pięcioigielnymi (głównie s. koreańską, s. syberyjską, s. karłową). Owocniki pojawiają się od lipca do października.

## Znaczenie
Grzyb mikoryzowy. Grzyb jadalny, lecz o niskiej wartości.

## Gatunki podobne
- Maślak syberyjski (Suillus sibiricus) ma żółtawy, delikatnie brązowo łuseczkowaty kapelusz oraz duże i wydłużone pory, wyrasta pod limbami.
- Maślak szary (Suillus viscidus) na brzegach szarawego kapelusza posiada resztki osłony, ma on też białawy, cienki pierścień na trzonie, jego pory są szarawe, kanciaste, wyrasta pod modrzewiami.
- Maślak limbowy (Suillus plorans), który ma zazwyczaj ciemniejszy, czerwonobrązowy kapelusz, rośnie pod limbami.

Pomyłka jest jednak mało prawdopodobna ze względu wyrastanie pod sosną wejmutką oraz na bardzo jasną barwę owocników.